# Ciborinia foliicola
Ciborinia foliicola är en svampart som först beskrevs av E.K. Cash & R.W. Davidson, och fick sitt nu gällande namn av Whetzel 1945. Ciborinia foliicola ingår i släktet Ciborinia och familjen Sclerotiniaceae.   Inga underarter finns listade i Catalogue of Life.